# Plocia mixta
Plocia mixta är en skalbaggsart som beskrevs av Newman 1842. Plocia mixta ingår i släktet Plocia och familjen långhorningar.
Artens utbredningsområde är Filippinerna. Inga underarter finns listade i Catalogue of Life.